# Günthart
Günthart & Co. KG ist ein Unternehmen in der Süßwaren-Dekor-Branche mit Stammsitz in Hohentengen am Hochrhein. Das familiengeführte Unternehmen beschäftigt weltweit etwa 900 Mitarbeiter in neun Ländern. Produziert werden in vier Werken in Thailand und in Deutschland primär Tortendekorationen und Geschenkartikel.

## Gründung

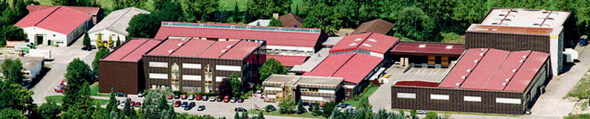
Günthart-Zentrale

1946 eröffnete der gebürtige Schweizer Ernst Günthart in einer Garage in Niederhasli (Schweiz) seinen ersten Betrieb. Ernst Günthart war an zahlreichen Bäckerei- und Konditoreiausstellungen im In- und Ausland präsent, um neue Kunden für sein noch kleines Unternehmen zu gewinnen. 1953 nahm er an der IBA in Düsseldorf teil, die ihm neue Inspirationen für seine Produktpalette gab.

## Neuentwicklungen
1956 verlegte der Inhaber den Sitz aus betriebswirtschaftlichen Gründen nach Hohentengen. Die Zollgebühren von der Schweiz nach Deutschland waren zu diesem Zeitpunkt sehr hoch, von Deutschland in die Schweiz jedoch sehr niedrig. Das grenznahe Hohentengen war nur 16 Kilometer vom ursprünglichen Firmensitz entfernt. Der Umzug verlief reibungslos und Ernst Günthart eröffnete seine erste Produktionsstätte für Zuckerdekore und Oblaten in Deutschland mit einer Belegschaft von 20 Mitarbeitern. Das Unternehmen erlebte schnell Auftrieb, als Ernst Günthart mit dem Schokoladen-Abziehfolienbild eine für das Unternehmen entscheidende Innovation entwickelte. Mit der Schokoladenabziehfolie (auch Schokoladen Transferfolie) war es einfach, verschiedene Motive auf Schokolade zu bringen.
1963 wurde mit dem Bau einer neuen Produktionsstätte begonnen sowie eines Bürogebäudes im Ortskern, welches im Jahre 1971 aufgestockt wurde. Gerade im Bereich der Zucker- und Marzipanartikeln erlebte die Firma eine stark steigende Nachfrage. Bereits zu dieser Zeit wurden die Produkte in sämtliche EG-Länder und teils auch nach Übersee geliefert.

## Generationswechsel
Im Jahre 1973 kam der älteste Sohn des Gründers, der damals 23-jährige Peter Günthart in das väterliche Unternehmen. Er entwickelte Maschinen und stellte diese in der eigenen Werkstatt her. Mit diesen Maschinen war es möglich, rationeller und effektiver zu arbeiten. Er legte damit den Grundstein für die heute meist computergesteuerten Abläufe. Neben der Technik übernahm er auch die Aufgaben im kaufmännischen Bereich.
Sein jüngerer Bruder Stefan Günthart kam 1978 in den Familienbetrieb und übernahm den grafischen Bereich. Dank seinen Ideen konnte die Firma neben Tortendekorationen schließlich auch Geschenkartikel anbieten. Stefan Günthart hatte die Idee, Holzpüppchen auf einer Pralinenschachtel anzubringen – damals eine Innovation, die guten Absatz fand. Er ist auch heute noch kreativer Kopf des Unternehmens.

## Größere Produktionsstätten im In- und Ausland
1980 wurde in Taipeh auf Taiwan ein Filialbetrieb eröffnet, in dem Zucker- und Marzipanblumen in Handarbeit gefertigt wurden. 1981 wurde in Hohentengen das Grundstück eines stillgelegten Sägewerks erworben, das bis heute mit seinen ca. 35.000 m² den Stammsitz des Günthart-Betriebs beherbergt. 1986 wurde in Nong Khae in der Provinz Saraburi in Thailand eine Produktionsstätte eröffnet, da der Filialbetrieb in Taipeh schnell an seine räumlichen Grenzen stieß. Heute arbeiten dort etwa 400 Angestellte im Bereich der Keramik-, Zucker-, Marzipan- und Geschenkartikelproduktion.

## Filialen
In folgenden Ländern wurden seit den 90er Jahren Filialen gegründet: 1994 in Frankreich, 1995 in Österreich, 1998 in Großbritannien, 1999 in Italien, 2001 in Belgien und den Niederlanden und zuletzt 2004 in Russland.